# James Earl Rudder
Pour les articles homonymes, voir Rudder.
James Earl Rudder (6 mai 1910 – 23 mars 1970) était réserviste, professeur en faculté et entraîneur de football, lorsqu'il fut rappelé au service actif, en 1941.
Il prit le commandement du 2e bataillon de rangers, en 1943, et le mena lors de l'assaut de la Pointe du Hoc en juin 1944 où il est blessé à deux reprises. Lors de la bataille des Ardennes, il commanda le 109e Régiment de la 28e Div. Colonel en 1945, il fut par la suite officier de réserve, atteignant le grade de major-général. En 1967, le président Johnson lui octroya la Distinguished Service Medal, la plus prestigieuse médaille militaire en temps de paix,.